# یواس‌اس لیدیا (اس‌پی-۶۲)
یواس‌اس لیدیا (اس‌پی-۶۲) (به انگلیسی: USS Lydia (SP-62)) یک کشتی بود که طول آن ۴۰ فوت (۱۲ متر) بود. این کشتی در سال ۱۹۱۶ ساخته شد.